# Flugzeugabsturz im Wildpark in Düsseldorf

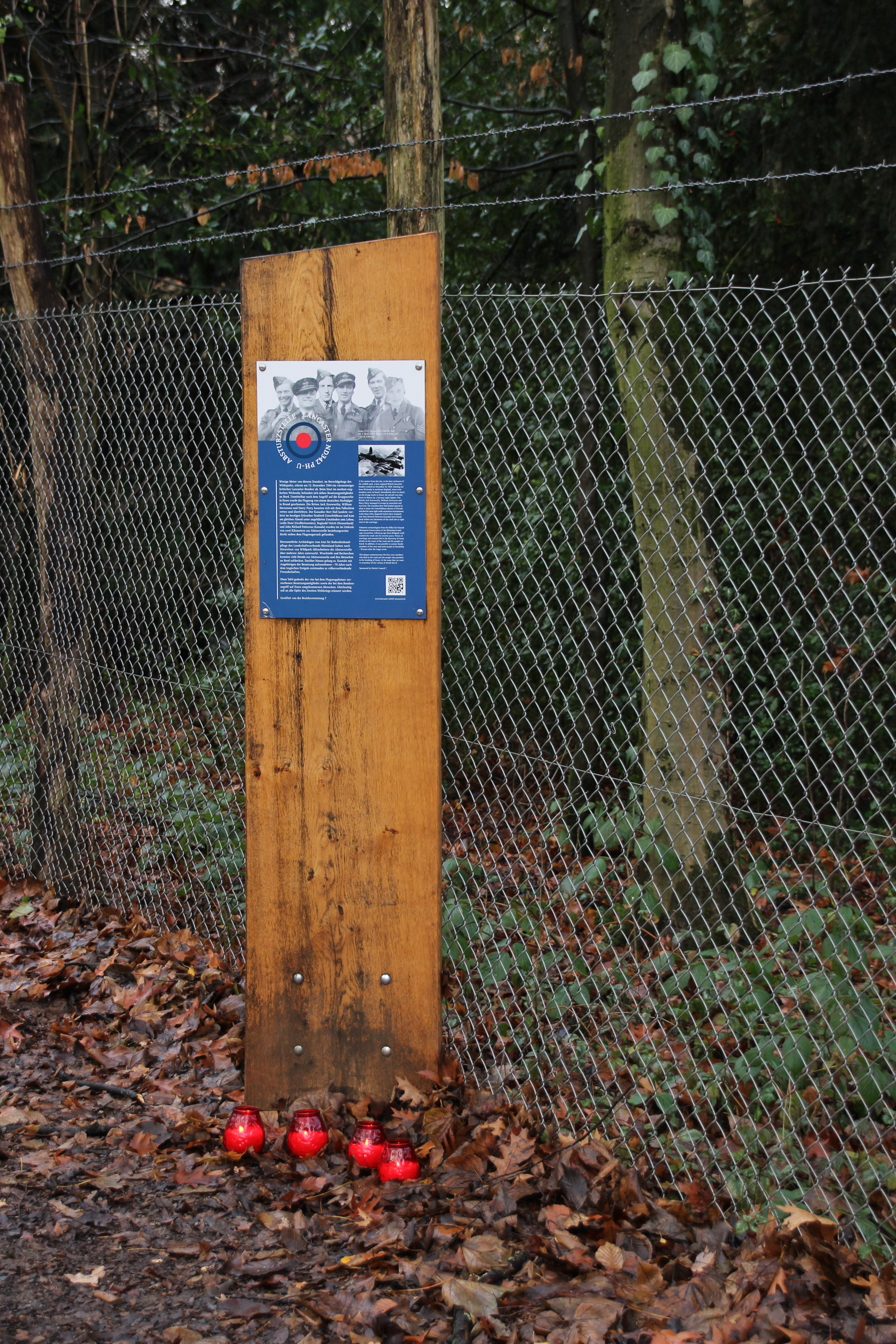
Gedenktafel am Lindenplätzchen, in der Nähe des Hauptparkplatzes an der Rennbahnstraße

Der Flugzeugabsturz im Wildpark in Düsseldorf ereignete sich am 12. Dezember 1944 während des Zweiten Weltkriegs im Wildpark im Grafenberger Wald in Düsseldorf-Ludenberg. Ein viermotoriges Bombenflugzeug der britischen Royal Air Force schlug dort nach dem Beschuss eines Nachtjägers der deutschen Luftwaffe auf.

## Einsatz
Am Nachmittag des 12. Dezember 1944 startete der Bomber des Typs Avro „Lancaster“ mit der Seriennummer ND342 und dem Kennzeichen PH-U auf dem ostenglischen Royal-Air-Force-Militärflugplatz Wickenby. Hier waren seinerzeit das 12. und 626. (Bomber-)Geschwader stationiert. Ziel des Einsatzes war die Bombardierung der Krupp-Werke in Essen. 540 Flugzeuge waren insgesamt an dem Angriff beteiligt, infolgedessen 463 Menschen ums Leben kamen, darunter 99 russische Kriegsgefangene sowie ein deutscher Unteroffizier. Letztere wurden in einem Luftschutzstollen der ehemaligen Zeche Graf-Beust an der Gerlingstraße verschüttet. Heute befindet sich hier eine Kriegsgräberstätte.

## Absturzursache
Kurz nachdem der Lancaster-Bomber seine Bombenlast über Essen abgeworfen hatte, geriet er von einem deutschen Nachtjäger der  I. Gruppe des Nachtjagdgeschwaders 11 (I./NJG 11) unter Beschuss, ging in Flammen auf und stürzte wenig später in Düsseldorf ab. Der Messerschmitt Bf 109 G-6-Jäger mit der Werksnummer 166455 und Kennung „Rote 4“ wurde von Leutnant Gustav Mohr geflogen.

## Besatzungsmitglieder des Bombers
Vier Besatzungsmitglieder des Lancaster-Bombers konnten einige Kilometer vor dem Aufschlag mit dem Fallschirm abspringen: Sergeant William Stevenson (Bordingenieur, Royal Air Force), Flight Sergeant Jack Kenworthy (Bombenschütze, Royal Air Force) und Flight Officer Harry Parry (Navigator, Royal Air Force) gerieten in Kriegsgefangenschaft und überlebten den Krieg. Flight Lieutenant Bertram Edward William Hall (Funker, Royal Canadian Air Force) landete im heutigen Erkrath-Unterfeldhaus in der Nähe eines Bauernhofs. Laut Augenzeugen wurde ihm aufgrund seiner schweren Verletzungen zunächst Erste Hilfe geleistet, kurze Zeit später vom Hildener NSDAP-Ortsgruppenleiter Heinrich Thiele abgeholt und noch am gleichen Abend von diesem tot auf dem Hauptfriedhof in Hilden abgeliefert. Die genauen Todesumstände wurden nie geklärt.
Flying Officer Reginald Veitch (Pilot, Royal New Zealand Air Force), Sergeant Leslie Hunt (oberer Bordschütze, Royal Air Force) und Pilot Officer John Richard Patterson (hinterer Bordschütze, Royal Canadian Air Force) haben ebenfalls nicht überlebt. Ein namentlich nicht bekanntes Besatzungsmitglied konnte das Flugzeug zwar noch verlassen, wurde aber ca. 2,5 Kilometer vor der Absturzstelle tot auf einem Feld am Rotthäuser Weg in Düsseldorf mit nicht komplett geöffnetem Fallschirm aufgefunden. Zwei weitere starben in unmittelbarer Nähe des abgestürzten Bombers im Wildpark. Bei einem handelte es sich um den Piloten Reginald Veitch.

## Untersuchung der Absturzstelle
Die Absturzstelle im Düsseldorfer Wildpark wurde in den Jahren 2010 bis 2014 von ehrenamtlichen Archäologen des Landschaftsverband Rheinland (LVR)-Amtes für Bodendenkmalpflege im Rheinland prospektiert. Dabei konnte im Rotwild- sowie im Wildschweingehege eine Vielzahl von zumeist kleinen Wrackstücken des Lancaster-Bombers geborgen werden.

## Gedenken
Am 12. Dezember 2014, dem 70. Jahrestag des Absturzes, wurde ein Kranz an der Absturzstelle niedergelegt. Anwesend war unter anderem John Patterson aus Kanada, der Neffe des Heckschützen John Richard Patterson.
Am 5. April 2017 wurde eine Gedenktafel am Lindenplätzchen, neben der Zufahrt zum Hauptparkplatz an der Rennbahnstraße, eingeweiht.